# Stazione di Monteprandone
La stazione di Monteprandone è una fermata ferroviaria posta sulla linea Ascoli Piceno-San Benedetto del Tronto. Serve il territorio comunale di Monteprandone.